# Dentherona illustra
Dentherona illustra är en snäckart som först beskrevs av Madeleine Gabriel 1947.  Dentherona illustra ingår i släktet Dentherona och familjen Charopidae. Inga underarter finns listade i Catalogue of Life.